# Rugby à XV en Afghanistan

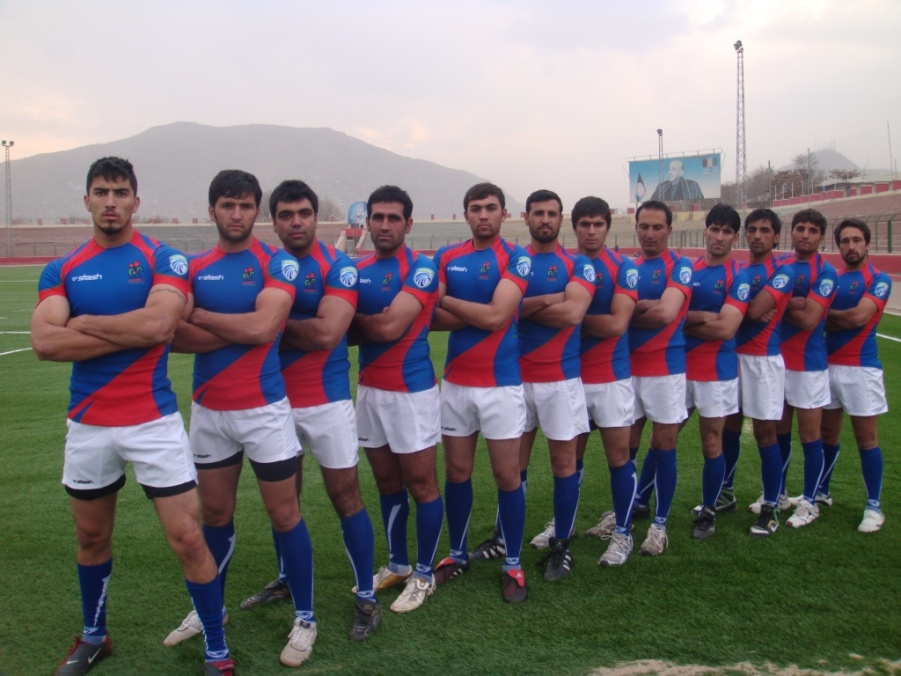
L'équipe nationale afghane, en 2011.

Le rugby à XV en Afghanistan est un sport relativement nouveau qui se développe depuis le début des années 2010 et gagne petit à petit en popularité.

## Historique
La première équipe locale est formée en 2011 et dispute son premier match, pieds nus, contre des soldats des forces spéciales néo-zélandaises de la Special Air Service dans la zone verte de Kaboul. Le premier tournoi officiel disputé dans le pays est parrainé par l'Ambassade britannique au mois de décembre 2011. Le premier match à l'étranger d'une équipe afghane est prévu le 27 avril 2012 en tant que match d'exhibition de rugby à sept contre l'équipe des Émirats arabes unis. Cette équipe doit également disputer le Tournoi de Sevens Bournemouth à Glastonbury en juin 2012.
Après la prise du pouvoir par les talibans en août 2021, la fédération afghane reste active, mais la pratique féminine du rugby devient interdite,.

## Fédération afghane de rugby à XV
La Fédération afghane de rugby à XV (ARF) est enregistrée avec le Comité national olympique de la République islamique d'Afghanistan en 2010,.